# Ca' Rezzonico

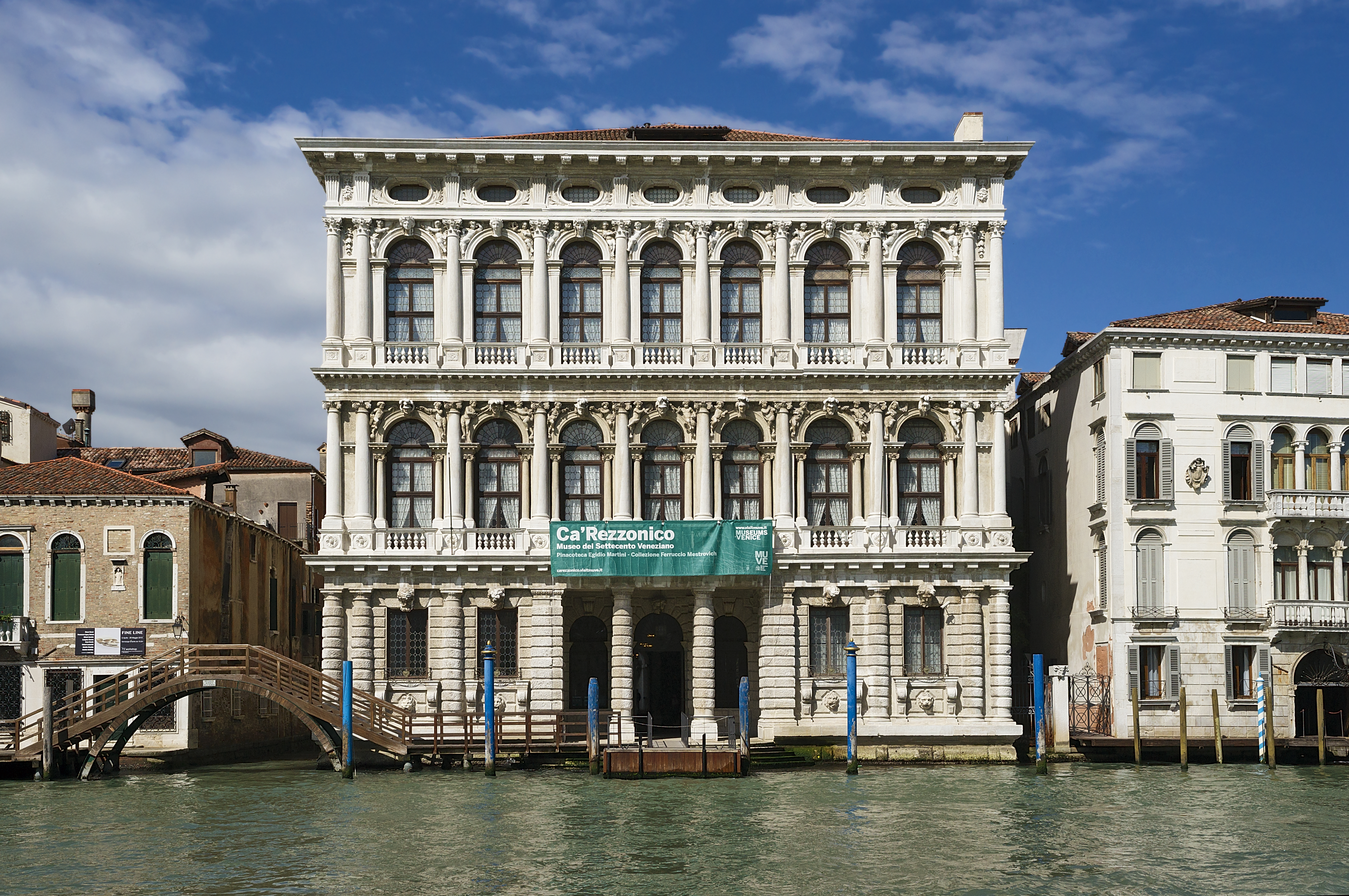
Ca' Rezzonico

Het Ca' Rezzonico is een paleis en museum in Venetië aan het Canal Grande, gelegen in de wijk Dorsoduro.

## Geschiedenis
In het midden van de 17e eeuw begon Baldassare Longhena aan de bouw van dit barokpaleis. De begane grond en de 'piano nobile' (eerste verdieping) werden eerst gebouwd, maar door financiële problemen kon het gebouw pas na lange tijd worden voltooid door de nieuwe eigenaars, de familie Rezzonico. De eretrap die gelijkvloers en piano nobile verbindt, heeft marmeren balustrades, met beeldhouwwerken als decoratie, van de hand van Josse de Corte. Onder meer de allegorische beelden Afgunst en Winter maken deel uit van deze beeldengroep.
Zoals bijna alle Venetiaanse paleizen (behalve het Dogepaleis) wordt het Rezzonico met 'Ca' aangeduid, in plaats van met 'palazzo'. Ca is een afkorting van het Venetiaanse woord 'casa' dat huis betekent.
In de negentiende eeuw werd het paleis gekocht door de Engelse kunstenaar Barrett Browning. Zijn vader, de dichter Robert Browning, overleed daar op 12 december 1889. Tegenwoordig is in het paleis een museum voor Venetiaanse kunst gevestigd.

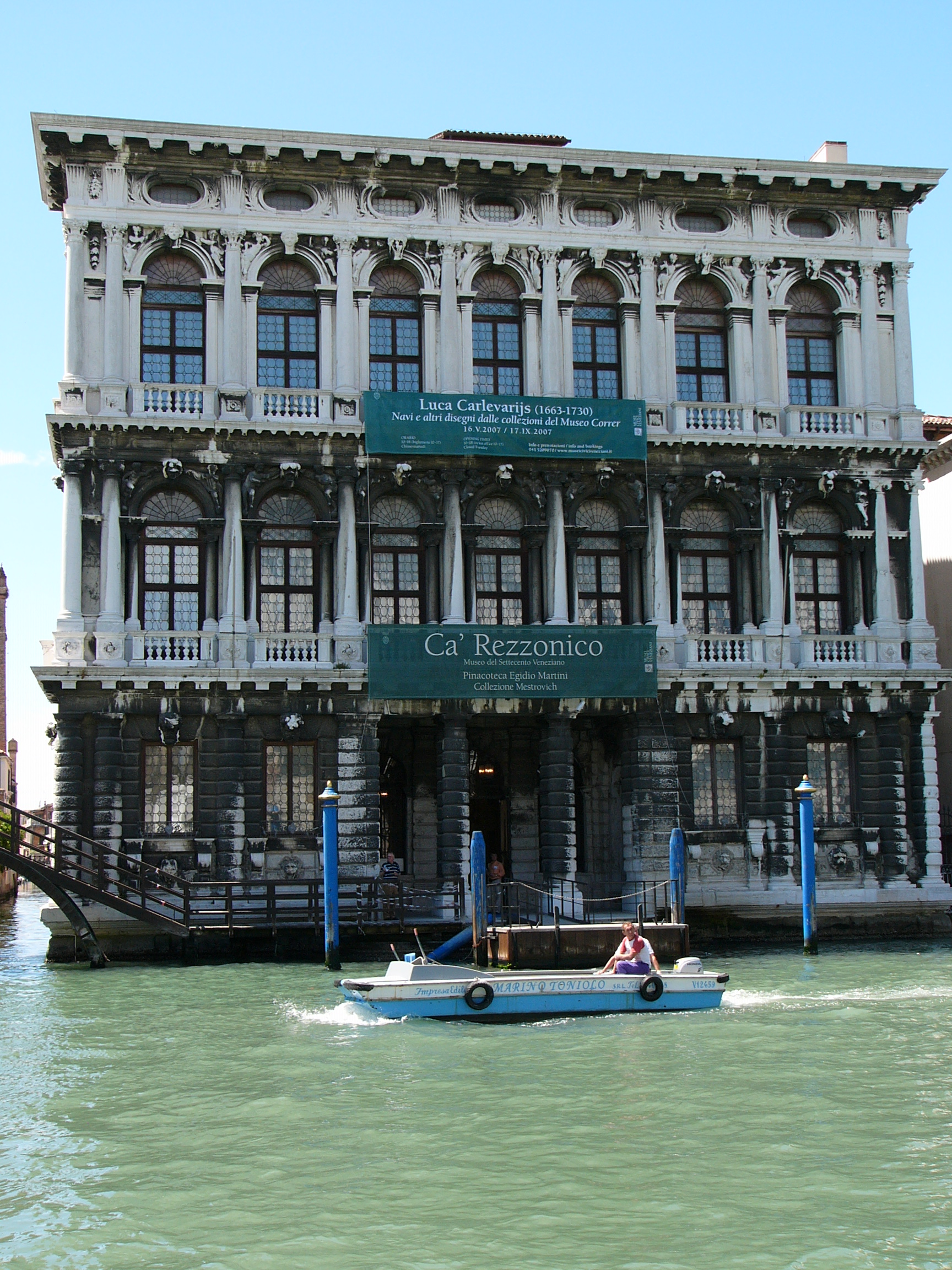
De monumentale gevel aan het Canal Grande
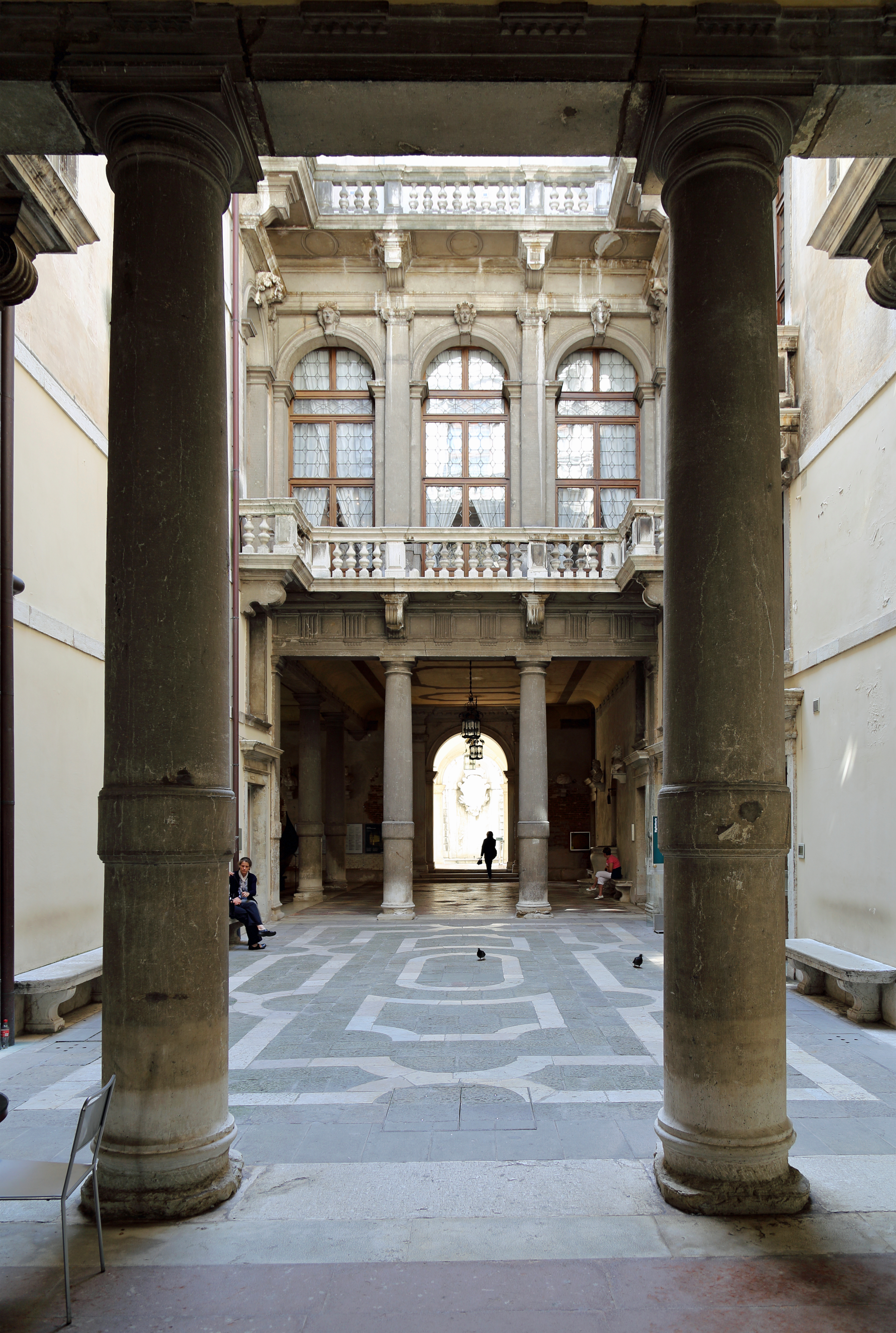
Binnenplaats van het palazzo
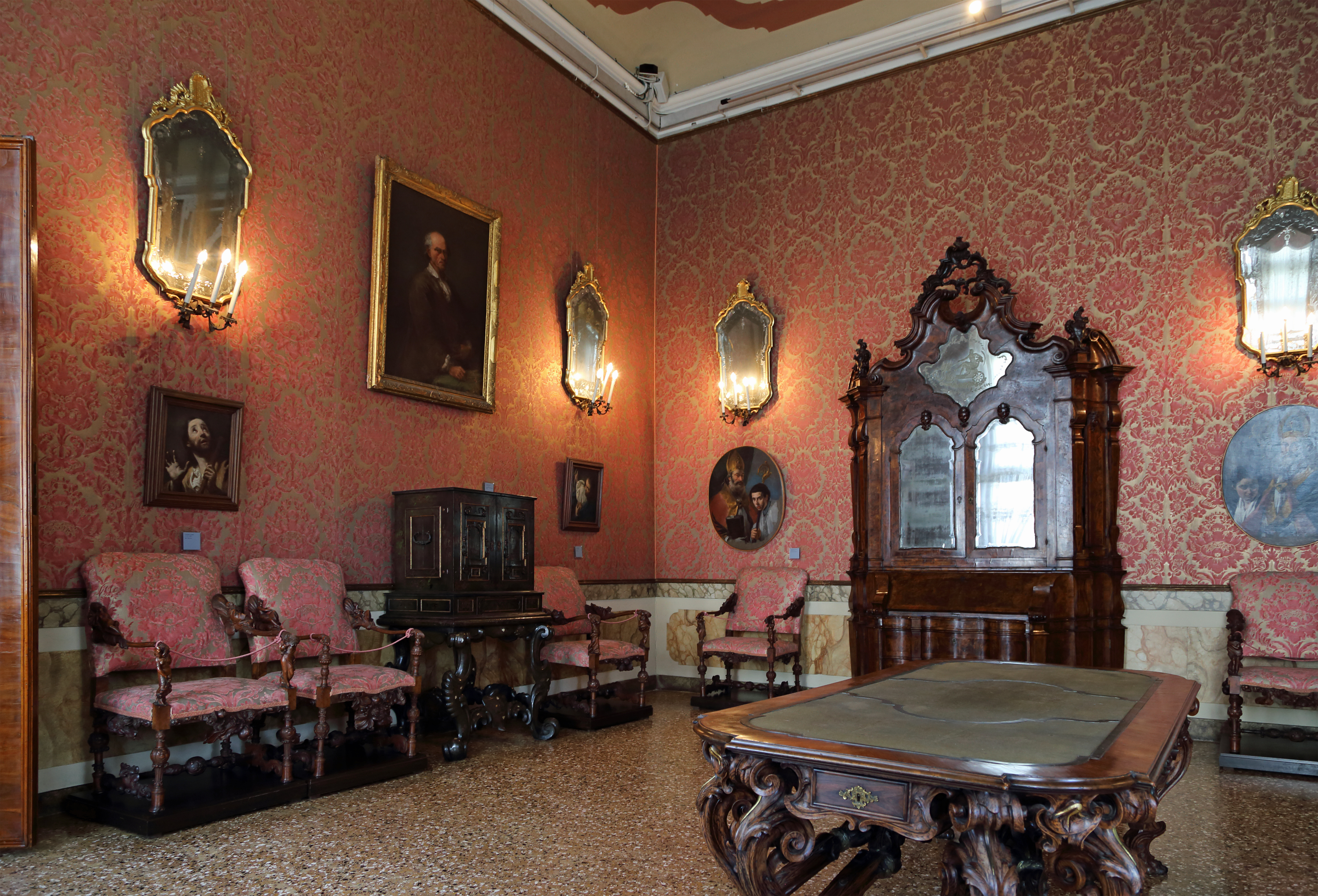
Een van de museaal ingerichte salons
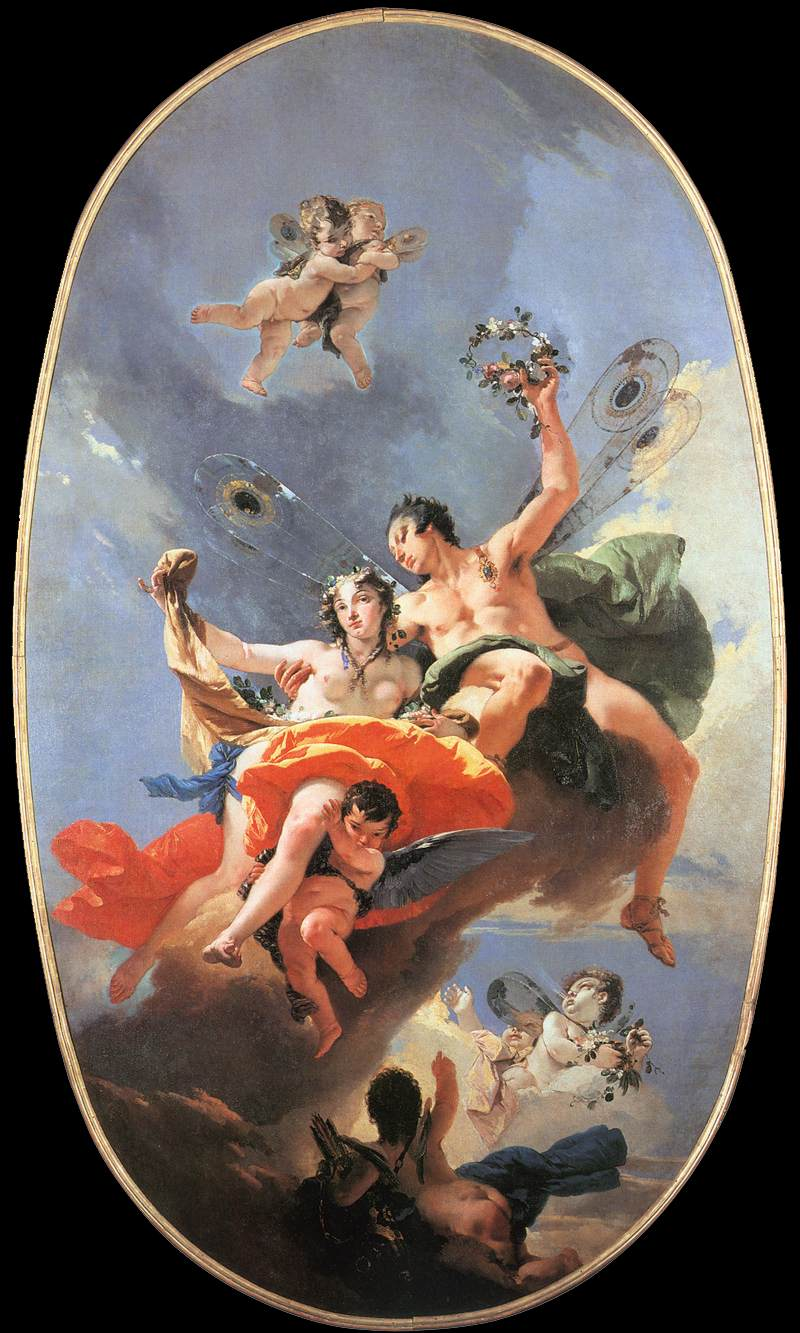
De Triomf van Zefyr en Flora, schilderij van Gianbattista Tiepolo (1696-1770) in het Ca' Rezzonico
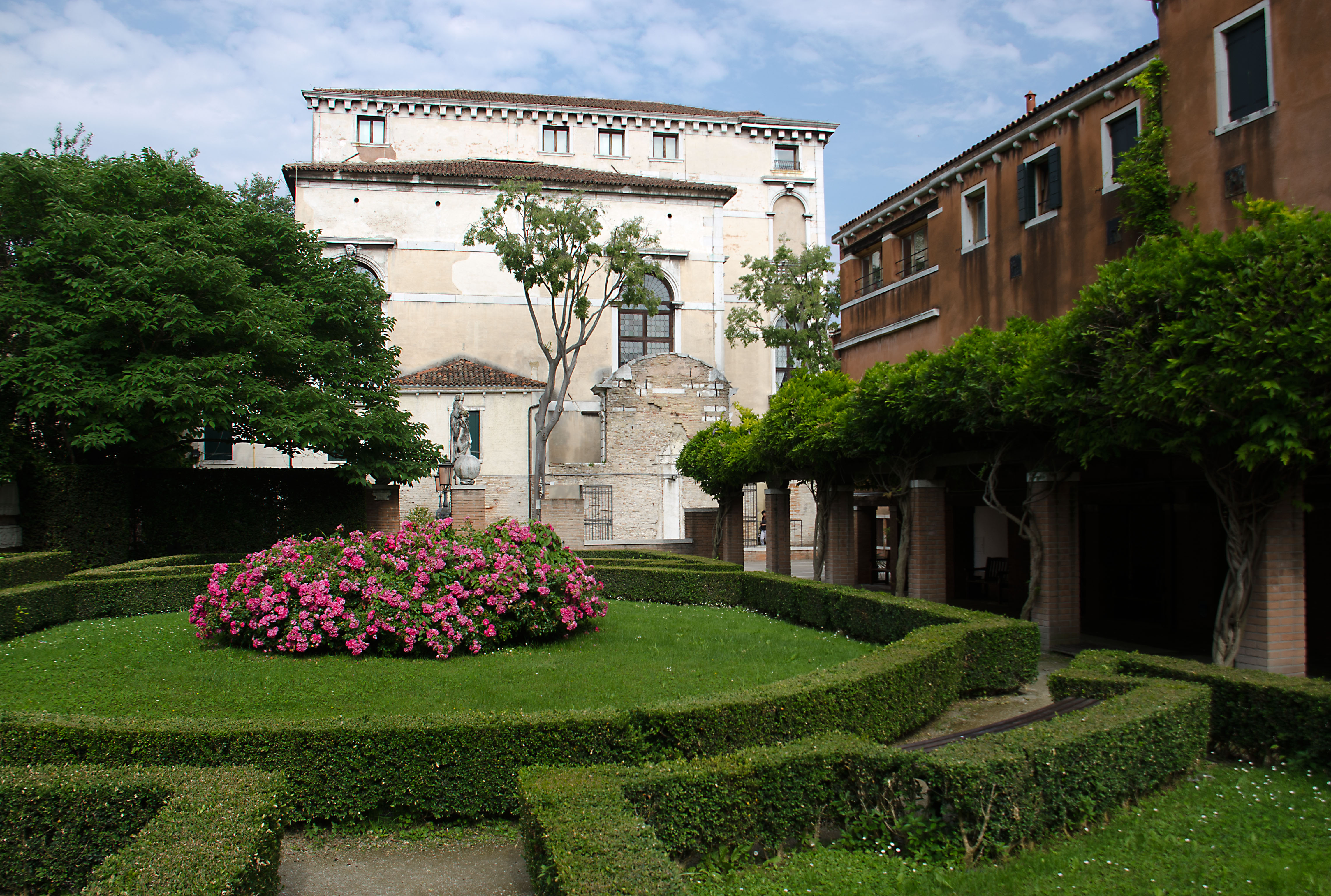
De tuin
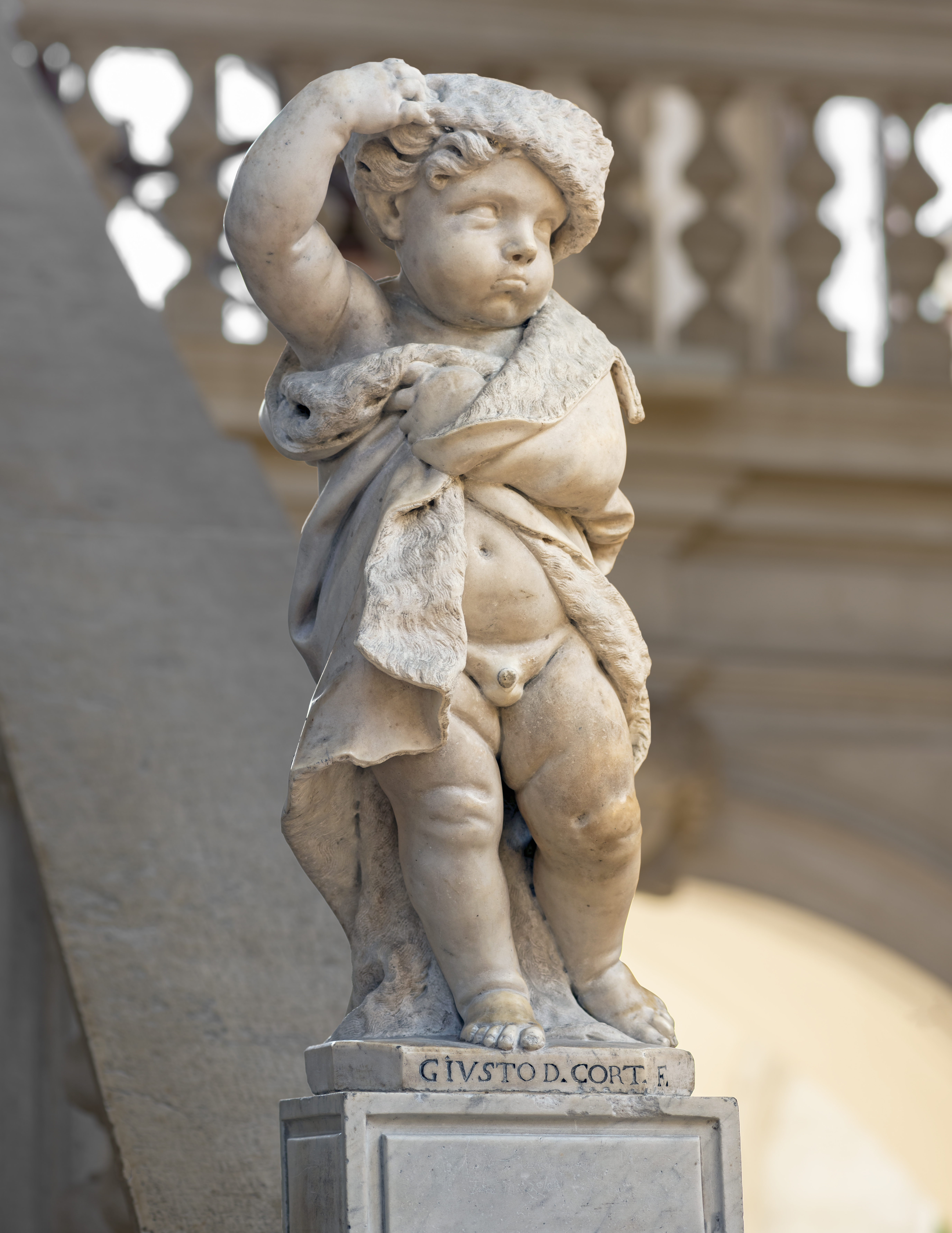
Winter, ornament van de eretrap, beeldhouwwerk van Josse de Corte